# Quetzalcoatlinae
De Quetzalcoatlinae zijn een groep uitgestorven pterosauriërs behorend tot de Pterodactyloidea.
In 2014 begreep Brian Andres dat Azhdarcho erg basaal in de Azhdarchidae stond en er dus behoefte kon zijn aan een naam voor meer afgeleide vormen. In het kader van het verschaffen van een de Pterosauria volledig dekkende nomenclatuur besloot hij die te benoemen als de Quetzalcoatlinae. De naam verwijst naar Quetzalcoatlus die, in bouw sterk gespecialiseerd en tot de laatste bekende pterosauriërs behorend, in de fylogenie van die groep vaak als meest afgeleide soort gebruikt wordt.
De klade Quetzalcoatlinae werd gedefinieerd als de groep omvattende Quetzalcoatlus northropi Lawson 1975 en alle soorten nauwer verwant aan Quetzalcoatlus dan aan Azhdarcho lancicollis Nesov 1984.
De Quetzalcoatlinae ontstonden vermoedelijk vrij laat in het Krijt en stierven aan het eind van die periode uit. Ze bestaan uit grote tot reusachtige vormen.